# Mentonasque

Les langues des Alpes-Maritimes avec la zone mentonasque
Occitan vivaro-alpin (mentonnais)
Occitan vivaro-alpin (alpin)
Occitan vivaro-alpin (intermédiaire)
Occitan provençal (niçois)
Occitan provençal (maritime)
† Figoun (remplacé par le provençal)
Royasque, dont
Tendasque (Royasque)
Brigasque (Royasque)

Le mentonasque (ou mentonnais) est le parler de Menton et des communes environnantes, dans les Alpes-Maritimes. Il est considéré comme intermédiaire entre l’occitan (vivaro-alpin) et le  ligure intémélien, mais il possède des traits vivaro-alpins structurels et il est revendiqué localement comme occitan,,.

## Classification
Décrit pour la première fois de façon scientifique par James Bruyn Andrews à la fin du XIXe siècle, il fait l'objet d'études plus récentes,, qui confirment son positionnement dans l’espace occitan, malgré les hésitations de Werner Forner.
Le mentonasque est enseigné, en fonction des règles françaises en vigueur dans l'Éducation nationale, comme une variété d’occitan-langue d’oc (niçois — langue d'oc), ce qui n'empêche pas d'en respecter les traits spécifiques.
En mentonasque, on nomme ce parler [u meⁿtu'naʃk] et on l'écrit localement ou mentounasc (norme mistralienne), plus rarement o mentonasc, selon la norme classique de l'occitan.

## Aréologie
Le mentonasque est parlé non seulement à Menton, mais aussi dans les villages de son canton, à savoir Gorbio, Sainte-Agnès et Castellar. On peut aussi y rattacher Castillon, Sospel et Moulinet. Le parler de Roquebrune-Cap-Martin est généralement considéré comme du mentonasque ou une variante par la plupart des auteurs, même s'il présente des particularités qui peuvent en faire un parler distinct — cette remarque étant par ailleurs valable pour chaque village du canton. Il s'agit néanmoins d'une aire dialectale bien délimitée « qui se distingue nettement tant de ses voisines occidentales (aire du provençal de type niçois et îlot linguistique ligure de Monaco) que de sa voisine orientale (aire du ligure [intémélien]) » (Alain Venturini, in Lou Sourgentin, no 56, avril 1983).
Le mentonasque présente de fortes similitudes par les traits alpins communs (absence de D intervocalique, L intervocalique devenant r) avec les parlers de transition vers le ligurien alpin tels que le royasque (vallée de la haute Roya et de la Bévéra, notamment Sospel, Breil et Saorge) ou le pignasque (Pigna, dans la province d'Imperia).
Il se distingue assez nettement, surtout à l'oreille, des parlers ligures côtiers , comme ceux de Vintimille (Intémélien) ou de Monaco (monégasque).
Le rattachement du mentonnais à la langue d'oc (en relation avec sa variante niçoise parlée dans le Comté de Nice) est assumé par les associations locales comme la Société d'art et d'histoire du Mentonnais (SAHM) qui a édité le Lexique français-mentonnais (Caserio & al. 2001). Cette société est d'ailleurs affiliée au Félibrige et à l'Institut d'études occitanes, les deux principaux mouvements militants pour la langue d'oc.
L'apocope même partielle et une seconde diphtongaison tardive (comme dans pònt ou pouant ['pwaⁿt] pour le mot « pont »), ainsi que le vocabulaire, donnent effectivement au mentonasque des traits externes de langue d’oc. Selon la théorie de la propagation linguistique (ou des ondes), on aurait un courant linguistique majoritairement occitan jusqu'à Menton, « large ondée qui s'est brisée contre les Baoussé Roussé » (Bauces Rosses, i Balzi Rossi, (I Bàussi Russi) les rochers qui forment aujourd'hui la frontière littorale franco-italienne) pour reprendre l’image de Werner Forner.

## Littérature
Le mentonasque n'a pas le prestige littéraire des dialectes voisins. Il existe néanmoins quelques textes et chansons publiés récemment en mentonnais (pour la plupart au XXe siècle) et il est désormais régulièrement enseigné dans l'académie de Nice, dans les cantons de Menton.
Parmi les différentes publications, A Lambrusca de Paigran (la Vigne vierge de Grand-père) par Jean-Louis Caserio, illustrations de M. et F. Guglielmelli, SAHM, Menton, 1987.
Brandi Mentounasc, livret de poésies bilingue de Jean Ansaldi, 48 p. 2010
Ou Mentounasc per ou Bachelerà, le mentonasque au baccalauréat, choix de textes par Caserio, 5e éd., 36 p. 2008, etc.